# Iubilaeum Maximum
Iubilaeum maximum (en español: El Gran Jubileo) es una bula del Papa Pío XII, publicada el 26 de mayo de 1949, que proclama el Jubileo del Año Santo 1950.

## Contenido
En la bula, Pío XII invitó a todos los fieles del mundo a la Ciudad Eterna a celebrar un Año Santo, para transformar y santificar sus vidas. Sostenía que un renacimiento de la humanidad era posible si todos se apartaban de las cosas terrenales y seculares y se dirigían a lo eterno. La vida pública debía respetar los mandamientos de Cristo. El mundo necesitaba una transformación según el espíritu del Evangelio. Se pidió a los obispos que orientaran a los fieles hacia este fin.
El Gran Jubileo debía comenzar en la Navidad de 1949 y concluir en la Navidad de 1950. Se concedió indulgencia a los fieles que visitaran las cuatro basílicas mayores y realizaran allí una serie de oraciones. Se concedieron exenciones a los enfermos. El Papa definió el objetivo del Año Santo de 1950: hacer penitencia y orar por el regreso a Cristo de todos los que estaban separados de él.

Que quienes odian a Dios vean su luz. Que la justicia social se extienda por todo el mundo para asegurar que el hambre desaparezca. Que la paz llegue a los corazones de las personas y las familias. Que sean fuertes quienes sufren a causa de la justicia y la persecución.

El Papa oró por la paz en Palestina, cuyos lugares sagrados no eran seguros.
El himno O Roma nobilis fue el himno oficial del año jubilar.

### Indulgencia
Uno de los requisitos previos para obtener la indulgencia es la visita a las cuatro basílicas principales de Roma: la Basílica de San Pedro, San Juan de Letrán, San Pablo Extramuros y Santa María la Mayor.
Como oraciones de indulgencia, el Papa ordena rezar tres veces el Pater Noster y el Ave Maria, junto con el Gloria Patri y el Credo.